# Тюльпановское сельское поселение
Тюльпановское сельское поселение — муниципальное образование в Заветинском районе Ростовской области.
Административный центр поселения — село Тюльпаны.

## Населённые пункты
В состав Тюльпановского сельского поселения входят:
- село Тюльпаны;
- посёлок Высокий;
- хутор Золотое Руно.

## Население
| 2010 | 2012  | 2013  | 2014  | 2015 | 2016 | 2017 |
| ---- | ----- | ----- | ----- | ---- | ---- | ---- |
| 1014 | ↘1004 | ↗1005 | ↘1001 | ↘994 | ↘983 | ↘982 |
| 2018 | 2019  | 2020  | 2021  |      |      |      |
| ↘967 | ↘963  | ↘951  | ↘945  |      |      |      |